# 山内豊産
山内 豊産（やまうち とよただ）は、江戸時代中期の大名。土佐新田藩初代藩主。土佐中村藩嫡子だった山内豊成の四男として誕生。

## 略歴
享保10年（1725年）12月6日、叔父の旗本山内豊清（麻布山内家）の養子となる。元文5年（1740年）12月、8代将軍徳川吉宗に拝謁する。宝暦6年（1756年）11月4日、豊清の死去により、家督を相続する。安永8年（1779年）10月26日、山内豊敷の五男豊泰と養子縁組をすること、大名に格上げすることを本家から申し入れられて同意する。安永9年12月11日、従来の3000石に加え、本家土佐藩主の山内豊雍から廩米1万俵を分与されて高知新田藩を立藩し、その初代藩主となった。
天明元年12月18日、従五位下、遠江守に叙任する。天明3年（1783年）5月21日、家督を養嗣子の豊泰に譲って隠居し、寛政3年（1791年）11月26日に70歳で死去した。

## 系譜
- 父：山内豊成
- 母：不詳
- 養父：山内豊清（1677-1756）
- 正室：池田政晴の娘
  - 長男：山内豊毅（1752-1779）
- 生母不明の子女
  - 次男：山内豊秀
  - 女子：有馬則満正室
- 養子
  - 男子：山内豊泰（1765-1803） - 山内豊敷の五男